# Urugwaj na Letnich Igrzyskach Olimpijskich 1928
Urugwaj na Letnich Igrzyskach Olimpijskich 1928 reprezentowało 17 zawodników (17 mężczyzn). Był to 2. start reprezentacji Urugwaju na letnich igrzyskach olimpijskich.

## Skład kadry

### Piłka nożna
Reprezentacja Urugwaju w piłce nożnej podczas Igrzysk w Amsterdamie wystąpiła w składzie: José Leandro Andrade, Juan Peregrino Anselmo, Pedro Arispe, Juan Arremón, Venancio Bartibás, Fausto Batignani, René Borjas, Antonio Cámpolo, Adhemar Canavesi, Héctor Castro, José Pedro Cea, Lorenzo Fernández, Roberto Figueroa, Álvaro Gestido, Andrés Mazali, Ángel Melogno, José Nasazzi, Pedro Petrone, Juan Píriz, Héctor Scarone, Domingo Tejera, Santos Urdinarán. Urugwajscy piłkarze drugi raz z rzędu sięgnęli po mistrzostwo olimpijskie. W finale natrafili na Reprezentację Argentyny. Finał musiał zostać powtórzony, gdyż w finałowym meczu z 10 czerwca nie padło rozstrzygnięcie i po dogrywce padł remis 1–1. Ponieważ ówcześnie nie rozgrywano jeszcze konkursu rzutów karnych, spotkanie zostało rozegrane ponownie. Trzy dni później Urugwajczycy pokonali Argentyńczyków 2–1.
1 Runda
| 30 maja 1928 | Holandia | 0–20–1 | Urugwaj · Scarone 20' · Urdinarán 86' | Stadion Olimpijski, Amsterdam · Widzów: 27 730 · Sędzia: Jan Langenus ( Belgia) |
|              |          |        |                                       |                                                                                 |

Ćwierćfinał
| 3 czerwca 1928 | Urugwaj · Petrone 35', 39', 84' · Castro 63' | 4–12–0 | Niemcy · Hofmann 81' | Stadion Olimpijski, Amsterdam · Widzów: 25 131 · Sędzia: Youssuf Mohamed ( Królestwo Egiptu) |
|                |                                              |        |                      |                                                                                              |

Półfinał
| 7 czerwca 1928 | Urugwaj · Cea 17' · Cámpolo 28' · Scarone 31' | 3–23–1 | Włochy · Baloncieri 9' · Levratto 60' | Stadion Olimpijski, Amsterdam · Widzów: 15 230 · Sędzia: Willem Eymers ( Holandia) |
|                |                                               |        |                                       |                                                                                    |

Finał
| 10 czerwca 1928 | Urugwaj · Petrone 23' | 1–11–0 | Argentyna · Ferreira 50' | Stadion Olimpijski, Amsterdam · Widzów: 28 253 · Sędzia: Johannes Mutters ( Holandia) |
|                 |                       |        |                          |                                                                                       |

| 13 czerwca 1928 | Urugwaj · Figueroa 17' · Scarone 73' | 2–11–1 | Argentyna · Monti 28' | Stadion Olimpijski, Amsterdam · Widzów: 28 113 · Sędzia: Johannes Mutters ( Holandia) |
|                 |                                      |        |                       |                                                                                       |